# Mistigri

El "Mistigri" o "Mönch";
el triunfo de mayor valor y comodín.

Mistigri, históricamente Pamphile, es un antiguo juego de naipes francés de bazas para tres o cuatro jugadores con elementos reminiscentes del poker. Es miembro de la familia de juegos del Rams, y si bien es un juego de apuestas, a menudo jugado por pequeños montos, también es adecuado para jugar entre amigos o en la familia con niños a partir de los 12 años de edad.

## Nombre
Mistigri es una variante del Mouche o Lenterlu y primo del juego inglés denominado Lanterloo. En Alemania se le llama Mönch ("Monje"), posiblemente una degeneración de Mouche francés ya que  Monche era la palabra en alemán antiguo para monje. Meyer lo considera equivalente a Mouche, Lenturla y Pamphile, mientras que Grupp indica que se le conoce como Trente et un ("Treinta y uno") en francés, pero las investigaciones de Méry indican que el Mistigri fue derivado del Mouche (el cual también era denominado Lenturlu) y fue inicialmente denominado Pamphile. Se encuentra relacionado con el antiguo juego llamado Tippen.
El nombre del juego hace referencia al "mistigri" (la palabra francesa para "gatito"); que junto con   "Mönch" ("monje") son sobrenombres del Jack de Trébol o Caballero de Trébol, que es el triunfo de mayor valor y el comodín.

## Naipes
Mistigri es un juego de bazas, pero también contiene elementos que se parecen al póker. Por lo general, lo juegan tres o cuatro jugadores con un mazo de 32 naipes de baraja alemana. Si juegan más, se puede usar un mazo francés de 52 cartas. Los naipes se clasifican de la siguiente manera: A> K> O> U> 10> 9> 8> 7. Los valores de los naipes son:
As (Deuce) - 11 puntos
Rey, Reina, Caballero y Diez - 10 puntos
nueve, ocho y siete: 9, 8 y 7 puntos respectivamente